# Helmuth von Plessen (Militär)

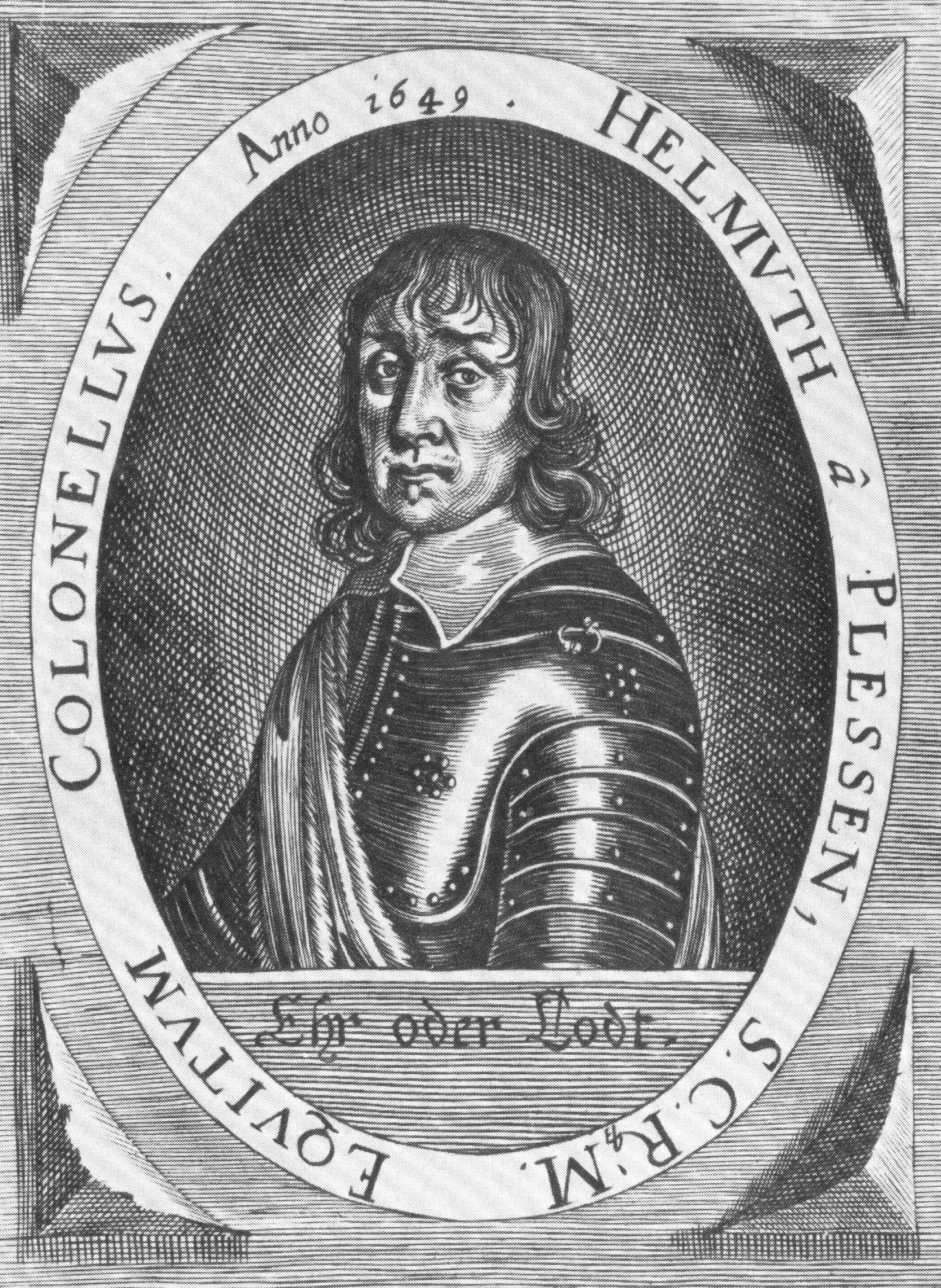
Oberst Helmuth von Plessen

Helmuth von Plessen (* 2. Dezember 1612 in Müsselmow; † 22. Januar 1694 in Cambs) war ein deutscher Oberst und Kommandeur eines kaiserlichen Kürassierregiments; er war zudem Gutsherr zu Cambs (1657) c.p., Zittow, Buchholz, Raben Steinfeld (1678–1687) c.p., Godern und Pinnow.

## Familie
Helmuth von Plessen entstammte der mecklenburgischen Linie des Uradelsgeschlechts derer von Plessen; er war der Sohn des Samuel von Plessen (* vor 1568; † 1613 auf Müsselmow im alten Hof) und der Armgard von Plessen, geb. von Halberstadt († 1614 Müsselmow). Am 1. September 1654 ehelichte er Ölgard von Oertzen, die Tochter des Jaspar von Oertzen auf Roggow bei Rerik und der Eva von Pentz. Aus der Ehe gingen dreizehn Kinder hervor, zu denen auch der mecklenburgische Landrat, Wirkliche Geheime Rat und Kammerpräsident Diedrich Joachim von Plessen gehörte. Helmuth von Plessen war der Großvater des Politikers Helmuth Reichsgraf von Plessen. Am 22. Januar 1694 starb Oberst a. D. Helmuth von Plessen auf seinem Gut Cambs in Mecklenburg.

## Militärischer Werdegang
Im Jahre 1637 erfolgte seine Ernennung zum Mecklenburger Leutnant. 1638 wurde Helmuth von Plessen zum kaiserlichen Rittmeister befördert. Im Jahre 1652 wurde er Oberst und Kommandeur eines kaiserlichen Kürassier-Regiments. 1652 dim., vormals im schwedischen und französischen Sold. „Leistete drei Kaisern, Ferdinand II., Ferdinand III. und Leopold I., gute Kriegsdienste.“

## Sonstiges

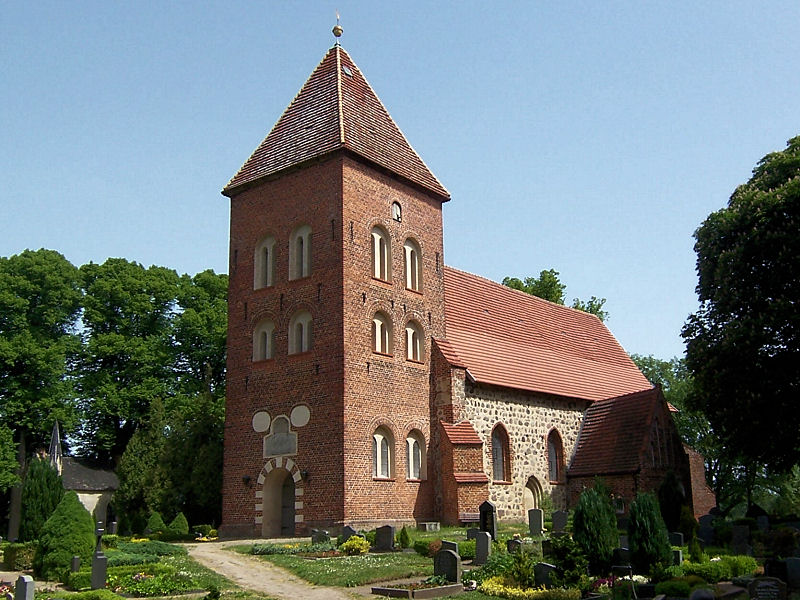
Dorfkirche Zittow – Begräbnisstätte des Helmuth von Plessen

Im Jahr 1669 ließ Helmuth von Plessen die Dorfkirche in Zittow mit der Kanzel und dem Patronatsgestühl ausstatten; an der Südwand des Altarraumes befindet sich auch ein Epitaph für Helmuth und Ölgard von Plessen, das im Jahr 1711 Diedrich Joachim von Plessen für seine Eltern anfertigen ließ. Helmuth selbst – wie auch seine Ehefrau Ölgard, der gemeinsame Sohn Diedrich Joachim sowie zahlreiche weitere Kinder und Nachkommen – wurden in dieser Kirche bestattet.